# Marisca Loots
Marisca Loots (14 de diciembre de 1984) es una deportista sudafricana que compitió en judo. Ganó una medalla de bronce en los Juegos Panafricanos de 2007 en la categoría de –70 kg.

## Palmarés internacional
| Juegos Panafricanos | Juegos Panafricanos | Juegos Panafricanos | Juegos Panafricanos |
| Año                 | Lugar               | Medalla             | Categoría           |
| ------------------- | ------------------- | ------------------- | ------------------- |
| 2007                | Argel (Argelia)     | Medalla de bronce   | –70 kg              |